# 7127 Stifter
7127 Stifter è un asteroide della fascia principale. Scoperto nel 1991, presenta un'orbita caratterizzata da un semiasse maggiore pari a 3,0739209 UA e da un'eccentricità di 0,2317972, inclinata di 8,65096° rispetto all'eclittica.